# Unisono-Records
Unisono-Records ist ein deutsches Musiklabel mit den Schwerpunkten Jazz und Weltmusik sowie Audiobooks und ist gleichfalls eine Medienproduktionsstelle.
Angeschlossen ist ein eigenes Tonstudio, das Unisono-Studio, das früher unter mpp-studio firmierte. Es führt Musikproduktionen u. a. für MPS (Musik Produktion Schwarzwald), Kompositionen für Film- und Fernsehproduktionen, sowie Schnittarbeiten, Sounddesign und grafische Website-Gestaltungen durch.

## Geschichte
Gegründet wurde das Musiklabel 2011 von Patrick Römer, Sohn des Jazz-Saxofonisten Rolf Römer.
Vor Labelgründung standen Eigenkompositionen und Produktionen unter mpp-studio im Vordergrund, die später von Unisono-Records übernommen wurden.
2002 komponierte Patrick Römer die Musik zur Eröffnungs- und Abschlussfeier der Leichtathletik-Europameisterschaften, die im Münchner Olympiastadion stattfand und in 48 Länder ausgestrahlt wurde. Die Regie führte Elmar Ottenthal, die Choreographie übernahm Detlef D! Soost.
Unisono-Records arbeitet mit internationalen Künstlern zusammen wie z. B. Ramón Valle, Rolf Kühn, Peter Weniger, Katharine Mehrling, Ernst Bier, Achim Kaufmann, Stefan Genze, Jo Gehlmann, Matthias Schubert, aus denen mehrere CD-Produktionen oder Masterings hervorgehen.
Die langjährige Zusammenarbeit mit Rolf Kühn und Katharine Mehrling brachte unter anderem Aufnahmen für die CD Am Rande der Nacht hervor, die 2011 in den Hansa Tonstudios aufgenommen und unter Monopol veröffentlicht wurde. Ebenfalls einige MPS Produktionen (Re-Masters) mit Rolf Kühn sind entstanden und bei Universal erschienen, welche seit Januar 2014 zum Großteil in den EDEL-Katalog übernommen wurden.
Seit 2018 besteht eine feste Zusammenarbeit mit dem Hamburger Vertrieb EDEL, bei dem u. a im Jahr 2019 die CD Inge Brandenburg – I Love Jazz herauskam, die für den Preis der Deutschen Schallplattenkritik nominiert wurde und mehrere Monate die Top 10 der Jazzcharts belegte. Seit 2019 besteht darüber hinaus eine Kooperation mit MB-Film unter Marc Boettcher, wobei Postproduktion und Filmton ein weiterer Bestandteil von Unisono-Records geworden ist.
Mit dem 2021 veröffentlichten Soundtrack zur Filmbiografie Belina – Music for Peace erhielt die CD und Doppel-Vinyl eine Nominierung für den Preis der Deutschen Schallplattenkritik.

## Veröffentlichungen (Auswahl)
- Belina - Music for Peace
- Inge Brandenburg - I Love Jazz
- Independent Jazz Quartett - Aigües Blances
- Andrea Galluccio - Longing
- August Canino - Cozy August Nights
- August Canino - All In
- Berlin Art Quartet - live at b-flat
- Berlin Art Quartet - live at MIM
- MOVE - Hyvinkää
- Casserley, Illvibe, Morgan, Sjöström - Live at Club der polnischen Versager
- Ensemble Buon Tempo - Ergötzliches Tantz-Vergnügen
- Günter Buhles - Kammermusik mit Holzbläsern
- Günter Buhles - Werke für Orchester
- Lost in Vibez - Why Should I
- Miriam Bondy, Andreas Schmidt - Sacred Songs
- Eulenspiegelverlag - Die Humboldts: Lebensbilder in Anekdoten
- Eulenspiegelverlag - Das Musikalische Nashorn und andere Tiergeschichten
- Eulenspiegelverlag - Gunter Schoß – Manchmal grünet das Ziel
- Volker Lüdecke - Mephisto und die weise Frau
- Lyrik & Laute I - Weltenspiegel
- Lyrik & Laute II - Wie erklär ich dir die Farbe Grün?
- Ingeborg Heine - Lose Blätter - Gedichte & Geschichten
- Natalie Faina - Die Geschichte vom kleinen Löwen
- The Byrnes - Beyond the Valley
- Duo Lebensgeister - Olé Ma Belle
- Reiner Zufall - Ewig währt am Längsten
- Reiner Zufall - Hildegard Jone
- Reiner Zufall - BILD - Die Liebe, der Tod und die Zeitung
- Reiner Zufall - 46 Minuten für Klavier
- Reiner Zufall - Frühe Songs & AntiAntimusik
- Reiner Zufall - Hörmale - Musik dreier Generationen
- NümmesBänd - Von Süden ziehen Kraniche her
- Nümmes - Rotkehlchen Kinderchor
- Judith S. & Soulfood Project - Broken But New
- Judith S. & Soulfood Project - Little Boy
- Klaus Werner Pusch Quintet und Klaus Werner Pusch - Kirk Lightsey Ensemble - My Destination

## Bearbeitungen (Auswahl)
- Rolf Kühn - More, More, More & More - The Artist’s Selection
- The Rolf Kühn Group - Total Space
- Rolf & Joachim Kühn Quartet - Impressions of New York
- The Rolf Kühn Orchestra - Symphonic Swampfire
- Up and Out - Up and Out
- Paul Lovens, Matthias Bauer, Evan Parker u. w. - The Balderin Sali Variations
- Cecil Taylor Quintet - Lifting the Bandstand
- Katharine Mehrling - Am Rande der Nacht

## Künstler (Auswahl)
- Achim Kaufmann
- Adam Pultz Melbye
- Adrian Cicero
- Alfred Biolek
- Andrea Galluccio
- Ares Gratal
- August Canino
- Charles Orieux
- Christian Brückner
- Christian Steyer
- Christoph Quest
- Daniela Mitterlehner
- Dag Magnus Narvesen
- Decebal Badila
- Denise Gorzelanny
- Detlef Dee Soost
- DJ Illvibe
- Dorothee Nolte
- Edelgard Hansen
- Elmar Ottenthal
- Emilio Gordoa
- Ernesto Simpson
- Ernst Bier
- Fernanda Brandao
- François Jeanneau
- Gianni Mimmo
- Günter Buhles
- Gunter Schoß
- Harri Sjöström
- HD Lorenz
- Jacqueline Macaulay
- Jeffrey Morgan
- Johannes, Jo Gehlmann
- Jürgen Meyer-Metzenthin
- Jürgen Scheele
- Katharine Mehrling
- Karl Schloz
- Lars Gühlcke
- Lawrence Casserley
- Lisa Bassenge
- Luz y Sombra
- Manfred Eisner
- Matthias Bauer
- Matthias Müller
- Matthias Schubert
- Marius Preda
- Martin Weiss
- Marc Boettcher
- Miriam Bondy
- Mirko Böttcher
- Nicolai Tegeler
- Olli Bott
- Omar Rodriguez
- Paul Lovens
- Paul Sonderegger
- Peter Weniger
- Ramon Valle
- Regina Lemnitz
- Reinhard Brüggemann
- Reiner Zufall
- Rolf Kühn
- Rolf Römer
- Roman Greifenhofer
- Romanus Fuhrmann
- Soulfood Project
- Stephan Genze
- The Byrnes
- Thomas Alkier
- Timon Hoffmann
- Uli Lenz
- Ulrich Gumpert
- Ulrike Hübschmann
- Volker Lüdecke
- Wolfdietrich Stephan